# L'anciana èbria
L'anciana èbria és una còpia en marbre d'una escultura hel·lenística en bronze de Miró de Tebes (finals de s. II aC).

## Context històric-artístic
Després de la caiguda de l'Imperi d'Alexandre el Magne, el sistema de monarquies va passar a ser militar i absolutista, a excepció de Macedònia. La burgesia va adquirir molta importància en la societat perquè gràcies al comerç i les activitats artesanals, entre d'altres, es va veure molt enriquida. Aquesta burgesia també serà important pel que fa a l'art. El comerç també va tenir un paper important gràcies a les conquestes d'Alexandre el Magne i una millora en altres aspectes com la perfecció de les tècniques de navegació o la millora dels ports. Això es traduirà en un intercanvi dels diferents models artístics.
L'art hel·lenístic tindrà una sèrie de característiques pròpies. Comportarà una novetat quant a la promoció de les obres que es fonamentarà en encàrrecs privats de sobirans i de l'aristocràcia de les ciutats estat. Les temàtiques giraran al voltant de l'àmbit profà i donaran menys importància a les representacions religioses, a diferència de les etapes artístiques gregues precedents. Entre altres temes, destacarà el retrat que ja venia sent anunciat a les anteriors èpoques (vegeu bust de Pèricles de l'època clàssica). L'artista serà més reconegut i s'allunyarà de la consideració d'artesà. D'aquesta manera, aquest estil combinarà la tradició grega amb les formes provinents d'Orient.
Bandinelli també assenyala una sèrie de fases en les quals es desenvolupa l'art hel·lenístic amb el seu corresponent focus de creació artística. En primer lloc, Alexandria s'impregna de les novetats formals pròpiament gregues i abandona les formes artístiques precedents. Es desenvolupa la indústria artística que es contraposa a l'artesania individual dels tallers, fet que els farà ser un dels principals exportadors d'obres. En segon lloc, Rodes destaca per l'eclecticisme i el dramatisme, amb obres importants com el famós Colós (identificat com Hèlios) de Cares de Lindos (deixeble de Lisip). En tercer lloc, Pèrgam presenta novetats formals relacionades majorment amb el classicisme, però incloent la força i l'expressivitat. En quart i darrer lloc, Atenes serà molt eclèctica i combina la seva tradició arcaica, severa i clàssica, a més d'estar influïda per l'Escola de Pèrgam, fet que li resta originalitat. Es tractaran d'obres amb funció decorativa destinades a l'ornamentació de mobles, entre d'altres.
Pel que fa a la nostra obra, la majoria dels autors com Smith i Pollitt la situen a l'hel·lenisme. Ara bé, també cal tenir en compte que altres experts com Sande l'ubiquen a l'art romà i Ridgway la concreta dins l'etapa augusta. Així mateix, Pfisterer-Haas i Wrede veuen ja present en la ceràmica clàssica grega aquesta iconografia.

## Descripció formal
Es tracta d'una escultura exempta sedent, l'original de la qual estava feta amb bronze a la tècnica de la fosa a la cera perduda. El material de les dues còpies romanes que coneixem és el marbre treballat amb la tècnica de la talla. Com és una estàtua d'embalum rodó pot ser observada des de qualsevol punt de vista. Ara bé, la seva visió preferent és la frontal i lateral per poder percebre els detalls del rostre i els plecs de la túnica, respectivament. La seva posició hieràtica contrasta amb el dinamisme atorgat per les corbes de la vestimenta. Tant és així que, des d'un punt de vista lateral dret, la composició es veu regida per una línia corba que va del peu esquerre, ascendeix per la cama i el braç fins a arribar al cap.
A la part inferior de l'escultura podem observar els peus creuats dels quals un destaca més que l'altre i ens permet observar que du sandàlies. Porta una túnica que li arriba fins als peus i que s'adapta a l'anatomia del cos de la vella. Presenta un gran realisme pel que fa als plecs. Porta un lagynos i el subjecta amb la mà dreta sobre el coll d'aquest mentre que l'esquerra està damunt el cos. A la part superior del cos trobem unes incisions amb formes vegetals fetes amb alt i baix relleu. La túnica, a la part superior, li cobreix l'espatlla esquerra i li passa per davall el braç dret, de forma que tota la zona de la clavícula queda descoberta. La part del coll i el rostre és molt realista, ja que en aquesta època no volien representar a persones idealitzades, sinó que volien reproduir-ho d'una forma més propera a la realitat. Però el que no se sap és si es tracta d'un retrat, però sí que sabem que volien captar la fisonomia. Pel que fa als cabells, presenten unes formes ondulades molt treballades amb la tècnica del trepant. Del rostre destaquen les arrugues i la manca de dents en la seva boca oberta.

## Iconografia
És una obra de temàtica quotidiana i realista. Això és així perquè la representació de la vellesa està molt lligada al realisme, a causa dels trets fisonòmics (venes i cordes tensades del coll) que presenta, com a conseqüència d'un estudi exhaustiu dels canvis que sofreix el cos pel pas del temps. La vella porta una túnica que Pollitt identifica com un peronetris, fet que li atorgaria un estatus social important. Du una mena de barral denominat lagynos que segurament serviria per portar vi. Està asseguda al terra i el seu rostre denota l'embriaguesa.
Hi ha dues possibilitats quant a la seva promoció: podria ser privada (Beard i Henderson) o religiosa. D'una banda, aquests autors sostenen que seria una estàtua amb funció decorativa per un palau. Wrede i altres autors han determinat que es tractaria d'una de les dones que participaven a les festes dionisíaques, gràcies a l'atribut de la corona de llorer que és present a sobre del lagynos. Com és ben sabut, a les festivitats dedicades al déu del vi, tant tardogregues com romanes, era molt comú que les dones beguessin vi i realitzessin rituals (vegeu bacanals i orgies) relacionats amb la dansa en honor de la divinitat.

## Altres obres relacionades
Només se'n conserven dues còpies romanes, una localitzada als Museus Capitolins i l'altra a la Gliptoteca de Múnic, ambdues molt semblants. A banda, també es conserven dos caps de l'anciana: un a Colònia i un altre a Dresden.
A més, és molt semblant a una obra original que es troba al Metropolitan Museum de Nova York. Els trets fisonòmics i la manera de representar-la són molt semblants i la iconografia també gira al voltant de la temàtica realista i quotidiana: una anciana cridant als clients perquè comprin els seus productes. Una altra obra molt semblant és la de la Vella Pastora, que porta un corder i Pollitt hi destaca un alt grau de patetisme.